# Distretto di Huishan
Il distretto di Huishan (惠山区S, Huìshān QūP) è un distretto della Cina, situato nella provincia di Jiangsu e amministrato dalla prefettura di Wuxi.